# Dan Hester
Dan W. Hester (Mount Vernon, Illinois, 8 de noviembre de 1948) es un exjugador de baloncesto estadounidense que disputó una temporada en la ABA. Con 2,03 metros de estatura, jugaba en la posición de pívot.

## Trayectoria deportiva

### Universidad
Tras pasar dos años en el community college de Murray State, jugó durante dos temporadas con los Tigers de la Universidad Estatal de Luisiana, en las que promedió 12,5 puntos y 9,9 rebotes por partido. Fue incluido en 1970 en el tercer mejor quinteto de la Southeastern Conference.

### Profesional
Fue elegido en la trigésimo primera posición del Draft de la NBA de 1970 por Atlanta Hawks, y también por Denver Rockets en la quinta ronda del draft de la ABA, fichando por estos últimos. Jugó media temporada en el equipo, en la que promedió 5,9 puntos y 5,6 rebotes por partido, antes de ser traspasado a los Kentucky Colonels, donde acabó la misma con 6,1 puntos y 5,1 rebotes por partido.

## Estadísticas de su carrera en la ABA

### Temporada regular
| Temporada | Edad | Equipo            | Liga | Pos. | P  | TIT | MIN  | TC  | TCA | %TC  | 3P  | 3PA | %3P  | 2P  | 2PA | %2P  | TL  | TLA | %TL  | R.OF. | R.DEF. | REB | ASIS | ROB | TAP | PER | FP  | PTS |
| 1970-71   | 22   | TOTAL             | ABA  | C    | 42 |     | 13.2 | 2.3 | 5.8 | .396 | 0.1 | 0.3 | .417 | 2.2 | 5.5 | .395 | 1.2 | 1.4 | .817 | 2.0   | 3.6    | 5.6 | 0.8  |     |     | 1.0 | 2.0 | 5.9 |
| 1970-71   | 22   | Denver Rockets    | ABA  | C    | 35 |     | 13.2 | 2.3 | 5.9 | .382 | 0.1 | 0.3 | .455 | 2.1 | 5.6 | .378 | 1.2 | 1.5 | .824 | 2.1   | 3.5    | 5.7 | 0.9  |     |     | 0.9 | 1.9 | 5.9 |
| 1970-71   | 22   | Kentucky Colonels | ABA  | C    | 7  |     | 13.3 | 2.6 | 5.4 | .474 | 0.0 | 0.1 | .000 | 2.6 | 5.3 | .486 | 1.0 | 1.3 | .778 | 1.1   | 4.0    | 5.1 | 0.7  |     |     | 1.7 | 2.3 | 6.1 |
| Total     |      |                   | ABA  |      | 42 |     | 13.2 | 2.3 | 5.8 | .396 | 0.1 | 0.3 | .417 | 2.2 | 5.5 | .395 | 1.2 | 1.4 | .817 | 2.0   | 3.6    | 5.6 | 0.8  |     |     | 1.0 | 2.0 | 5.9 |

### Playoffs
| Temporada | Edad | Equipo            | Liga | Pos. | P | TIT | MIN | TC  | TCA | %TC  | 3P  | 3PA | %3P | 2P  | 2PA | %2P  | TL  | TLA | %TL  | R.OF. | R.DEF. | REB | ASIS | ROB | TAP | PER | FP  | PTS |
| 1970-71   | 22   | Kentucky Colonels | ABA  | C    | 7 |     | 6.0 | 0.6 | 2.0 | .286 | 0.0 | 0.0 |     | 0.6 | 2.0 | .286 | 1.1 | 1.3 | .889 | 0.4   | 1.4    | 1.9 | 0.1  |     |     | 0.3 | 1.3 | 2.3 |
| Total     |      |                   | ABA  |      | 7 |     | 6.0 | 0.6 | 2.0 | .286 | 0.0 | 0.0 |     | 0.6 | 2.0 | .286 | 1.1 | 1.3 | .889 | 0.4   | 1.4    | 1.9 | 0.1  |     |     | 0.3 | 1.3 | 2.3 |